# Hejls Kirke
Hejls Kirke er beliggende i landsbyen Hejls, ca. 15 kilometer sydøst for Kolding.
Kirken er hovedsagelig bygget i romansk stil. Kor og kirkeskib stod færdigt i 1100-tallet medens tårnet er fra 1300-tallet og den øvrige del af kirkebygningen blev færdiggjort fra ca. 1780 til 1950´erne.